# 博福尔 (汝拉省)
博福尔（法語：Beaufort，法語發音：[bofɔʁ] ⓘ）是法国汝拉省的一个旧市镇，位于该省西南部，属于隆斯勒索涅区。2019年，博福尔与市镇奥尔巴尼亚合并为新市镇博福尔-奥尔巴尼亚，博福尔为新市镇行政中心。

## 地理
博福尔（46°34'24"N, 5°26'20"E）面积13.11 平方千米，位于法国勃艮第-弗朗什-孔泰大區汝拉省，该省份为法国东部内陆省份，北起上索恩省，西北接科多尔省，西临索恩-卢瓦尔省，南至安省，东与杜省和瑞士接壤。
与博福尔接壤的市镇（或旧市镇、城区）包括：博诺、屈西亚、迈纳勒、奥尔巴尼亚、罗赛、韦尔西亚、万塞勒、布雷斯地区弗拉塞。

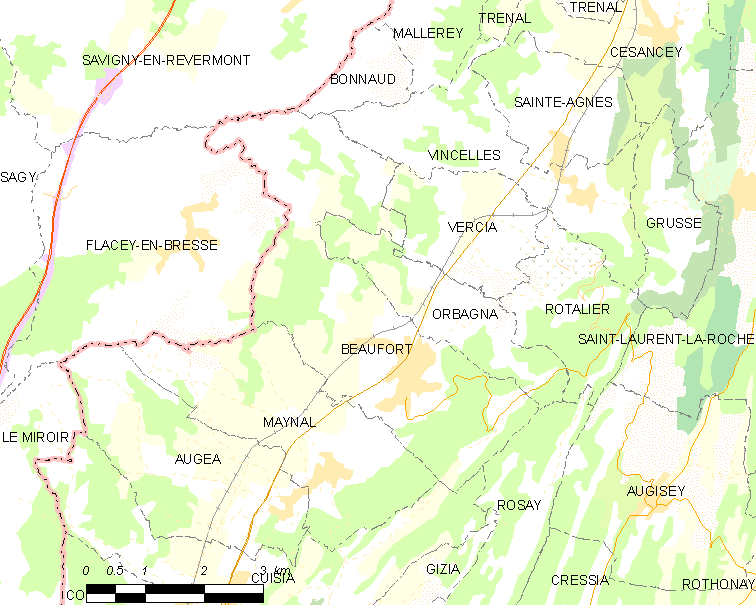
的OSM定位图

博福尔的时区为UTC+01:00、UTC+02:00（夏令时）。

## 行政
博福尔的邮政编码为39190，INSEE市镇编码为39043。

## 政治
博福尔所属的省级选区为圣阿穆尔县。

## 人口

1962-2008年间人口变化图示

博福尔于2018年1月1日时的人口数量为1135人。